# Porrima
Porrima (Gamma de la Verge / γ Virginis) és la segona estrella més brillant de la constel·lació de la Verge, després d'Spica (α Virginis), i la 122 més brillant del cel nocturn. Es troba a 38,6 anys llum de distància del sistema solar.

## Nom
El nom de Porrima, provinent del llatí, al·ludeix a una deessa de la mitologia romana que al costat de Postversa, era una de les dues ajudants de Carmenta, la deessa del part i la profecia. Se la invocava perquè previnguera i protegira els parts normals, aquells en els quals el bebè naixia de cap. Al segle ii aquest estel era conegut per Aulus Gellius com Prorsa i Prosa.
En l'antiga Babilim assenyalava la dinovena constel·lació eclíptica, Shur-mahrū-shirū, i a títol individual era anomenada Kakkab Dan-nu, l'«Estel de l'Heroi». A la Xina rebia el nom de Shang Seang, l'«Alt Ministre d'Estat».

## Característiques físiques
Porrima és un estel binari compost per dos estels de magnitud aparent +3,48 i +3,50 pràcticament idèntics. Ambdós són estels blancs de la seqüència principal de tipus espectral F0V i 7.100 K de temperatura superficial. La lluminositat de cadascun d'ells és unes 4 vegades major que la lluminositat solar i tenen una diàmetre un 20% més gran que el del Sol. Cadascun d'ells té una massa aproximada de 1,4 masses solars i l'edat del sistema s'estima en 1.700 milions d'anys. A diferència d'estels com el Sol on la fusió nuclear d'hidrogen en heli es produeix fonamentalment per la cadena protó-protó, en estels amb la massa de Porrima A i B el cicle CNO és la font d'energia predominant.
El període orbital del sistema és de 169 anys i el pla orbital està inclinat 31º respecte al pla del cel. Encara que la separació mitjana entre ambdós és de 43 ua —poc més de la distància existent entre Plutó i el Sol—, l'alta excentricitat de l'òrbita fa que aquesta oscil·li entre 5 i 81 ua. L'últim periastre —mínima separació entre components— va tenir lloc el 2005.
Porrima va ser una dels primers estels dobles descoberts. Un missioner en l'Índia, de nom Richaud, va descobrir la seva duplicitat en 1689. William Herschel va mesurar el seu angle de posició en 1781, i el seu fill, John Herschel, va calcular la seva òrbita en 1833. Fins al començament de la dècada de 1990 era un objecte fàcil per als astrònoms aficionats, però la distància aparent del sistema ha anat disminuint fins a l'any 2005, a partir del qual torna a augmentar.